# Floriano Peixoto

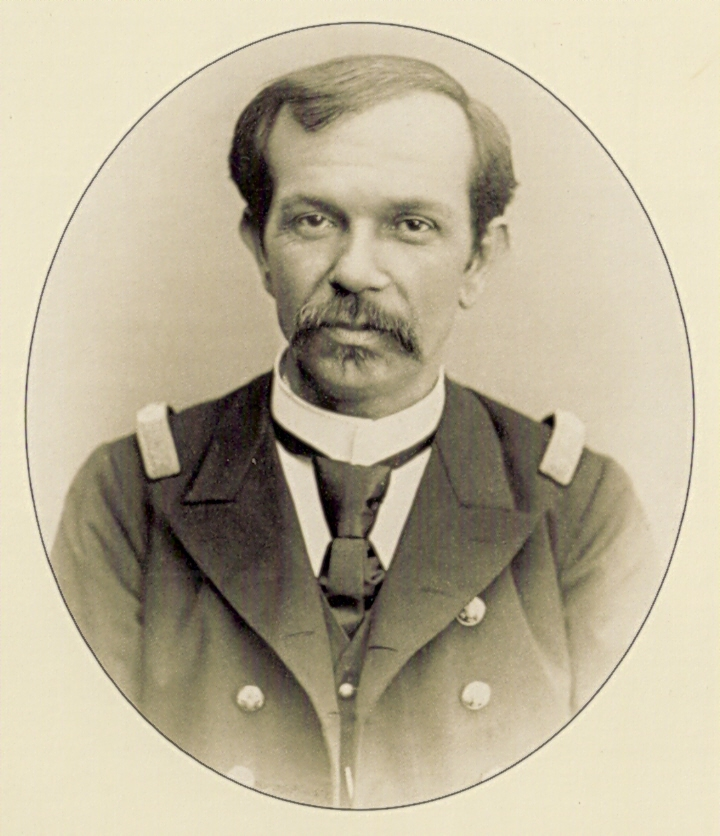
Floriano Peixoto.

Floriano Vieira Peixoto (Maceió, 30 d'abril de 1839 — Barra Mansa, 29 de juny de 1895) va ser un militar -amb rang de mariscal- i polític brasiler. Primer vicepresident i segon president de Brasil, va presidir el país amb mà de ferro del 23 de novembre de 1891 al 15 de novembre de 1894, en el període de la República Velha.
Durant la seva presidència, la capital de l'estat de Santa Catarina, Nossa Senhora do Desterro, va veure com era rebatejada amb el nom de Florianópolis.